# París-Niza 1934
La París-Niza 1934 fue la segunda edición de la París-Niza, que se disputó entre el 7 y el 11 de marzo de 1934. La carrera fue ganada por el belga Gaston Rebry, del equipo Alcyon. Las otras dos posiciones del podio fueron para los franceses Roger Lapebie (La Française) y Maurice Archambaud (Alcyon). 
Las duras condiciones climatológicas provocaron un gran número de abandonos. Rebry cimentó su victoria final en la etapa de Nevers a la conseguir un cuarto de hora de ventaja respecto a los otros favoritos.

## Participantes
En esta edición de la París-Niza  preneren parte 101 corredores. 41 lo hacían de forma individual y los otros 60 dentro de los equipos Alcyon, La Française, Automoto, Dilecta, De Dion-Bouton, Oscar Egg, Helyett, Genial-Lucifer y Francis-Pellissir. La prueba lo acabaron 35 corredores.

## Resultados de las etapas
| Etapas                | Fecha       | Recorrido        | Km     | Vencedor de etapa | Líder de la general |
| --------------------- | ----------- | ---------------- | ------ | ----------------- | ------------------- |
| 1.ª etapa             | 7 de marzo  | París-Nevers     | 219 km | Jules Merviel     | Jules Merviel       |
| 2.ª etapa             | 8 de marzo  | Nevers-Lyon      | 250 km | Roger Lapébie     | Roger Lapébie       |
| 3.ª etapa             | 9 de marzo  | Lyon-Avignon     | 222 km | Alphonse Schepers | Roger Lapébie       |
| 4.ª etapa             | 10 de marzo | Avignon-Marsella | 205 km | Romain Maes       | Gaston Rebry        |
| 5.ª etapa, 1.º sector | 11 de marzo | Marsella-Cannes  | 191 km | Fernand Cornez    | Gaston Rebry        |
| 5.ª etapa, 2.º sector | 11 de marzo | Cannes-Niza      | 91 km  | Roger Lapébie     | Gaston Rebry        |

## Etapas

### 1.ª etapa
7-03-1934. París-Nevers, 219 km.
Salida neutralizada a la rue Lafayette de París. Salida real al Carrefour de la Belle Épine de Thiais con 25 minutos de retraso porque no todos los competidores habían instalado el desviador del cambio de marchas.
La etapa se disputó a gran ritmo: 39,900 km/h de media.
|   | Ciclista      | Equipo             | Tiempo     |
| - | ------------- | ------------------ | ---------- |
| 1 | Jules Merviel | Francis-Pellissier | 5h 29' 32" |
| 2 | Jean Noret    | Francis-Pellissier | m. t.      |
| 3 | Gaston Rebry  | Alcyon             | m. t.      |

### 2.ª etapa
8-03-1934. Nevers-Lyon, 250 km.
Fueron eliminados los corredores con más de una hora perdida en la general (15). Abandonan 21 participantes más por el frío.
Roger Lapébie ganó la etapa después de conectar en los kilómetros final con un grupo formado mayoritariamente por corredores belgas.
Inicialmente se tendrían que haber eliminado todos los corredores con más de 45' perdidos en la general pero la organización los amnistió por su esfuerzo.
|   | Ciclista         | Equipo       | Tiempo     |
| - | ---------------- | ------------ | ---------- |
| 1 | Roger Lapébie    | La Française | 7h 06' 39" |
| 2 | Edgard De Caluwe | Dilecta      | m. t.      |
| 3 | Gaston Rebry     | Alcyon       | m. t.      |

### 3.ª etapa
9-03-1934. Lyon-Avignon, 222 km.
Etapa disputada con fuerte viento y lluvia. Jean Noret pierde cualquier opción de victoria al caer rompiendo su bicicleta. Acaba la etapa como bote.
|   | Ciclista          | Equipo         | Tiempo     |
| - | ----------------- | -------------- | ---------- |
| 1 | Alphonse Schepers | La Française   | 6h 41' 18" |
| 2 | Joseph Demuysere  | Genial-Lucifer | m. t.      |
| 3 | Joseph Mauclair   | Automoto       | m. t.      |

### 4.ª etapa
10-03-1934. Avignon-Marsella, 205 km.
Salida a las 9:30 de la mañana. Los corredores Gaston Rebry, Romain Maes y Robert Pequeño escaparon ante la parsimonia del piloto. El líder Roger Lapébie los deja hacer, puesto que Rebry es compañero de marca. Petit pincha en los últimos kilómetros perdiendo cualquier opción de disputar la victoria de etapa. Rebry se posa de líder con más de siete minutos de ventaja sobre Lapébie
|   | Ciclista     | Equipo     | Tiempo     |
| - | ------------ | ---------- | ---------- |
| 1 | Romain Maes  | Individual | 5h 46' 00" |
| 2 | Gaston Rebry | Alcyon     | + 4"       |
| 3 | Robert Petit | Dilecta    | + 1' 48"   |

### 5.ª etapa, 1.º sector
11-03-1934. Marsella-Canes, 191 km.
Salida en la calle Prado a las 5:30 de la madrugada. Abandonan durante la etapa Joseph Demuysere y Alfons Schepers. Pasada la ciudad de Toló escapan Fernand Cornez y René Vietto sin que el piloto puguès haz nada para atraparlos. Vietto pincha a la cercanía de Canes perdiendo cualquier opción de victoria.
|   | Ciclista         | Equipo     | Tiempo     |
| - | ---------------- | ---------- | ---------- |
| 1 | Fernand Cornez   | Oscar Egg  | 5h 43' 17" |
| 2 | René Vietto      | Individual | + 1' 01"   |
| 3 | Georges Speicher | Alcyon     | + 14' 00"  |

### 5.ª etapa, 2.º sector
11-03-1934. Canes-Niza, 91 km.
Salida a las 2 de la tarde. Llegada al Muelle de los Estados Unidos. Se sube la Turbie donde Roger Lapébie y Maurice Archambaud forman el cabo de carrera siendo neutralizados por un pequeño grupo en los kilómetros favorables hasta línea de meta.
|   | Ciclista           | Equipo       | Tiempo     |
| - | ------------------ | ------------ | ---------- |
| 1 | Roger Lapébie      | La Française | 2h 41' 46" |
| 2 | Maurice Archambaud | Alcyon       | m. t.      |
| 3 | Edgard De Caluwe   | Dilecta      | m. t.      |

## Clasificaciones finales

### Clasificación general
|    | Ciclista           | Equipo             | Tiempo      |
| -- | ------------------ | ------------------ | ----------- |
| 1  | Gaston Rebry       | Alcyon             | 33h 47' 06" |
| 2  | Roger Lapébie      | La Française       | + 6' 24"    |
| 3  | Maurice Archambaud | Alcyon             | + 8' 45"    |
| 4  | Jules Merviel      | Francis-Pellissier | + 11' 18"   |
| 5  | Raymond Louviot    | Genial-Lucifer     | + 18' 20"   |
| 6  | René Vietto        | Individual         | + 25' 05"   |
| 7  | Edgard De Caluwe   | Dilecta            | + 25' 37"   |
| 8  | Georges Speicher   | Alcyon             | + 30' 42"   |
| 9  | Léon Level         | Genial-Lucifer     | + 30' 45"   |
| 10 | Theo Herckenrath   | Individual         | + 33' 37"   |

## Evolución de las clasificaciones
| Etapa               | Vencedor          | Clasificación general |
| ------------------- | ----------------- | --------------------- |
| Etapa 1             | Jules Merviel     | Jules Merviel         |
| Etapa 2             | Roger Lapébie     | Roger Lapébie         |
| Etapa 3             | Alphonse Schepers | Roger Lapébie         |
| Etapa 4             | Romain Maes       | Gaston Rebry          |
| Etapa 5, 1.ª sector | Fernand Cornez    | Gaston Rebry          |
| Etapa 5, 2.ª sector | Roger Lapébie     | Gaston Rebry          |